# Arlovietė
Arlovietė − kolonia na Litwie, w okręgu uciańskim, w rejonie oniksztyńskim, w gminie Andrioniškis. W 2011 roku była wyludniona.